# Grădina Botanică a Palatului Copiilor din Tulcea
Grădina Botanică a Palatului Copiilor din Tulcea a fost înființată în anul 1983. Suprafața actuală a grădinii este de 12 ha. Actualmente, grădina botanică deține un număr de 1.000 de specii de plante spontane și cultivate. Sectoarele sale sunt: 
- Ornamental,
- Vegetația de stâncă a Munților Măcin,
- Dendrariu,
- Sectorul sistematic,
- Rozariu,
- Vegetația zonelor umede,
- Vegetația nisipurilor marine,
- Vegetația Podișului Babadag,
- Plante medicinale,
- Pomi și arbuști fructiferi,
- Specii floricole și legumicole în teren deschis,
- Pepiniera dendrologică,
- Seră cu specii floricole de apartament și înmulțirea de material dendrologic,
- Solarii și răsadnițe.